# 夢相続
株式会社夢相続（ゆめそうぞく）は、東京都中央区に本社をおく相続コーディネート会社。

## 概要
「家族の絆と財産を守る相続」の提案、コーディネートをする会社として、「オーダーメード相続」「オーダーメード賃貸住宅」などを提案をしている。　

## 沿革
- 1994年3月   相続コーディネート業務開始。
- 2001年12月  株式会社資産相続センター設立。
- 2007年1月    株式会社相続相談センターに商号変更。
- 2008年6月    株式会社夢相続に商号変更。
- 2020年11月　本所在地を東京都中央区八重洲から八丁堀に移転

## 著書
- 亡くなってからでも間に合う！ 相続税節税テクニック（文芸社）
- 相続で後悔しないための本（現代書林）
- 相続税は「不動産」で減らせ!（PHP研究所）
- 賃貸住宅コンサルティング入門（住宅新報社）
- 幸せを呼ぶ節税の教科書（PHP研究所）
- いちばんわかりやすい相続・贈与の本（成美堂出版）
- 幸せを呼ぶ相続の教科書（PHP研究所）
- 相続は誰に任せるかで大きく変わる!税理士orコンサルタント（週刊住宅新聞社）
- 相続コーディネート入門（住宅新報社）
- のこし上手（さくらパブリッシング）
- あなたの土地を10倍活かすこれからのマンション（週刊住宅新聞社）
- 運命を変える!相続コーディネートの極意（文芸社）
- 土地を「資産」に変えるアパート・マンションの作り方（週刊住宅新聞社）
- 知らないとソンするハッピーになれる相続の秘訣（文芸社）
- 知らないとソンする相続の新常識（文芸社）
- プロが教える遺言書　家族にやさしい書き方残し方（週刊住宅新聞社）
- 財産を残す相続の仕方（ごま書房）
- プロが教える相続!そのときからの節税テクニック（週刊住宅新聞社）
- 相続対策 土地の評価でこんなに税金が減らせる（H&I)

## メディア出演

### テレビ
- 2010年6月8日　TBS「はなまるマーケット」に出演
- 2010年4月15日　NHK「あさイチ」に生出演
- 2010年1月26日　NHK「ゆうどきネットワーク」に出演
- 2008年7月4日　NHK「新トーキョー人の選択」に出演
- 2008年6月30日　NHK「ゆうどきネットワーク」に生出演

### 新聞
- 2010年6月26日　be（朝日新聞）「be between」取材協力
- 2010年5月10日　日本経済新聞（夕刊）「いまから遺言」取材協力
- 2010年1月7日　日本経済新聞「遺言書作成　簡単に」取材協力
- 2009年11月26日　読売新聞「読売・中公 女性フォーラム21」パネル討論参加記事掲載
- 2009年8月28日　産経新聞「相続相談インタビュー記事」掲載
- 2008年3月17日　日本経済新聞インタビュー記事掲載
- 2008年3月3日　日本経済新聞インタビュー記事掲載

### 雑誌
- 2010年10月18日　「ほんとうの時代」11月号　「Q&Aでわかる後悔しない相続のために今できること」取材協力
- 2010年7月1日　「MI'voe:r」7/8月号　「教えて！遺言＆相続の基礎知識」取材協力
- 2010年5月15日　「月刊不動産」5月号　不動産ニュービジネス最前線
- 2010年4月17日　「ほんとうの時代」5月号　遺言書作成から節税まで
- 2009年10月24日　週刊ダイヤモンド特大号「もめない相続　賢い贈与」取材協力
- 2009年9月24日　大ヒット商品はこれだ!に「オーダーメード相続」掲載
- 2009年7月22日　「婦人公論」読者回答掲載
- 2009年6月15日　「プレジデントフィフティ・プラス」記事掲載

## グループ会社
- 一般社団法人相続コーディネート協会
- 内閣府認証NPO法人終活研究会
- 株式会社グローバル・アイ